# U 162 (U-Boot, 1941)
U 162 war ein deutsches U-Boot vom Typ IX C, das im Zweiten Weltkrieg von der deutschen Kriegsmarine eingesetzt wurde. Auf nur 3 Feindfahrten versenkte das U-Boot 14 Schiffe mit 82.027 BRT, wobei 85 Menschen ums Leben kamen. Am 3. September 1942 wurde U 162 nordöstlich von Trinidad vom britischen Zerstörer HMS Vimy versenkt, wobei zwei Besatzungsmitglieder umkamen und 49 in Kriegsgefangenschaft der Briten und der US-Amerikaner gerieten, darunter der 41-jährige Kommandant Jürgen Wattenberg.

## Technik
U 162 war ein Tauchboot für ozeanische Verwendung. Es war ein U-Boot vom Zweihüllentyp und hatte eine Wasserverdrängung von 1.120 t über und 1.232 t unter Wasser. Es hatte eine Länge von 76,76 m, eine Breite von 6,76 m und einen Tiefgang von 4,70 m. Mit den beiden 2.200 PS MAN-Neunzylinder-Viertakt Dieselmotoren M 9 V 40/46 mit Aufladung konnte eine Höchstgeschwindigkeit über Wasser von 18,3 kn erreicht werden. Bei 10 kn Fahrt konnten 12.000 Seemeilen zurückgelegt werden. Die beiden 500 PS SSM-Doppel-E-Maschinen GU 345/34 hatten 62 × 62 Akku-Zellen AFA Typ 44 MAL 740 W. Es konnte eine Höchstgeschwindigkeit unter Wasser von 7,3 kn erreicht werden. Bei 4 kn Fahrt konnte eine Strecke von 64 Seemeilen zurückgelegt werden. Aus 4 Bug- und 2 Hecktorpedorohren konnten 22 Torpedos oder bis zu 44 TMA oder 66 TMB-Minen ausgestoßen werden. Die Tauchtiefe betrug 100 – 200 m. Die Schnelltauchzeit betrug 35 Sekunden. Es hatte ein 10,5-cm Utof L/45 Geschütz mit 180 Schuss und 1 × 3,7-cm Fla-Waffen mit 2.625 Schuss, 1 × 2-cm-Fla-Waffen mit 4.250 Schuss. Ab 1943/44 erfolgte bei diesem Bootstyp der Ausbau der 10,5-cm-Kanone und Einbau von 4 × 2-cm-Zwillings-Fla-Geschützen mit 8.500 Schuss. Die Besatzungsstärke betrug vier Offiziere (davon ein Schiffsingenieur) und 44 Mannschaften.
Der Auftrag für das Boot wurde am 25. September 1939 an die Seebeckwerft, Geestemünde vergeben. Die Kiellegung erfolgte am 19. April 1940, der Stapellauf am 1. März 1941, die Indienststellung unter Fregattenkapitän Jürgen Wattenberg fand schließlich am 9. September 1941 statt. Die Kosten für den Bau betrugen 6.448.000 Reichsmark.

## Geschichte
U 162 gehörte vom 9. September 1941 bis zum 31. Januar 1942 als Ausbildungsboot der 4. U-Flottille in Stettin und vom 1. Februar 1942 bis zu seiner Versenkung am 3. September 1942 als Frontboot der 2. U-Flottille in Lorient an.
Es absolvierte drei Unternehmungen, auf denen 14 Schiffe mit 82.027 BRT versenkt wurden. U 162 wurde am 2. September 1942 in der Karibik durch britische Seestreitkräfte versenkt; dabei gab es zwei Tote und 49 Überlebende.

### Erste Unternehmung
Das Boot lief am 7. Februar 1942 um 12.00 Uhr von Kiel aus. U 162 operierte im Nordatlantik, südöstlich Neufundland.
- Am 24. Februar 1942 wurde im Nordatlantik südlich St. John’s der britische Dampfer White Crest (Lage) mit 4.365 BRT durch vier Torpedos (zwei Fehlschüsse) versenkt. Er hatte Kohle und Koks geladen und befand sich auf dem Weg von Cardiff nach Buenos Aires. Es war ein Totalverlust mit 41 Toten. Das Schiff gehörte zum Konvoi ONS-67 mit 37 Schiffen.

Nach 40 Tagen auf See und einer zurückgelegten Strecke von 6.431,8 sm lief U 162 am 18. März 1942 um 10.30 Uhr in Lorient ein. Es hatte auf dieser Unternehmung ein Schiff mit 4.365 BRT versenkt.

### Zweite Unternehmung
Das Boot lief am 7. April 1942 um 19.00 Uhr von Lorient aus. U 162 operierte im Mittelatlantik, dem Westatlantik, der Karibik, den östlichen Kleine Antillen, vor Trinidad, Barbados und Guayana.
- Am 30. April 1942 wurde im Mittelatlantik 180 sm östlich von Barbados der britischen Tanker Athelempress (Lage) mit 8.941 BRT durch drei Torpedos (ein Fehlschuss) versenkt. Er fuhr in Ballast und war auf dem Weg von Southampton und Milford Haven nach Trinidad. Es gab drei Tote und 57 Überlebende.
- Am 1. Mai 1942 wurde im Mittelatlantik der brasilianische Dampfer Parnahyba mit 6.692 BRT durch einen Torpedo sowie 56 Schuss aus der 10,5-cm-Kanone versenkt. Er hatte Kaffee, Öl, Baumwolle sowie Kakao geladen und befand sich auf dem Weg von Rio de Janeiro und Pernambuco nach New York. Es gab vier Tote und 68 Überlebende.
- Am 4. Mai 1942 wurden zwei Schiffe im Mittelatlantik versenkt. Zwölf Seemeilen vor Georgetown Light wurde der US-amerikanische Dampfer Eastern Sword (Lage) mit 3.785 BRT durch zwei Torpedos (ein Fehlschuss) versenkt. Er hatte 1.550 t Stückgut geladen und befand sich auf dem Weg von Trinidad nach Georgetown. Es gab elf Tote und 18 Überlebende. Etwas später wurde noch das US-amerikanische Segelschiff Florence M. Douglas (Lage) mit 119 BRT durch 18 Schuss aus der 10,5-cm-Kanone versenkt. Er hatte Lebensmittel geladen und befand sich auf dem Weg von Demerara nach Trinidad. Es gab keine Verluste.
- Am 7. Mai 1942 wurde im Mittelatlantik der norwegische Dampfer Frank Seamans (Lage) mit 4.271 BRT durch drei Torpedos (zwei Fehlschüsse) versenkt. Er hatte Bauxit geladen und befand sich auf dem Weg von Paramaribo nach Trinidad. Es gab keine Verluste, 27 Überlebende.
- Am 9. Mai 1942 wurde im Mittelatlantik südwestlich Trinidad der kanadische Dampfer Mont Louis (Lage) mit 1.905 BRT durch einen Torpedo versenkt. Er hatte Bauxit geladen und befand sich auf dem Weg von Paramaribo nach Trinidad. Es gab 13 Tote und acht Überlebende.
- Am 13. Mai 1942 wurde im Mittelatlantik 150 sm westlich Barbados der US-amerikanischen Tanker Esso Houston (Lage) mit 7.699 BRT durch zwei Torpedos versenkt. Er hatte 81.701 Barrel Heizöl geladen und befand sich auf dem Weg von Aruba nach Montevideo. Es gab keine Verluste, 42 Überlebende.
- Am 14. Mai 1942 wurde im Mittelatlantik 90 sm nordöstlich von Bridgetown der britische Tanker British Colony (Lage) durch vier Torpedos versenkt. Er hatte 9.800 t Treiböl geladen und befand sich auf dem Weg von Trinidad nach Gibraltar. Es gab vier Tote und 39 Überlebende.
- Am 18. Mai 1942 wurde im Mittelatlantik der britischen Tanker Beth (Lage) mit 6.852 BRT durch drei Torpedos (ein Fehlschuss) versenkt. Er fuhr im Auftrag der britischen Marine und hatte Dieselöl für die britische Navy geladen. Er befand sich auf dem Weg von Trinidad nach Freetown. Es gab einen Toten und 30 Überlebende.

Nach 62 Tagen auf See und einer zurückgelegten Strecke von 9.657,3 sm, lief U 162 am 8. Juni 1942 um 8.00 Uhr wieder in Lorient ein. Es hatte auf dieser Unternehmung neun Schiffe mit 47.181 BRT versenkt.

### Dritte Unternehmung
Das Boot lief am 7. Juli 1942 von Lorient aus. U 162 operierte im Mittelatlantik, dem Westatlantik, der Karibik, vor Trinidad, Grenada, östlich der Kleinen Antillen und vor Britisch-Guyana.
Am 5. August 1942 wurde U 162 im Mittelatlantik von U 160 mit 20 m³ Brennstoff versorgt.
- Am 19. August 1942 wurde in der Karibik 50 sm vor der Küste von Venezuela der US-amerikanische Dampfer West Celina (Lage) mit 5.722 BRT durch einen Torpedo versenkt. Er hatte 6.975 t Stückgut inklusive 4.500 t Manganerz, 650 t Glimmer, 228 t Gummi sowie 250 Affen an Bord und befand sich auf dem Weg von Trinidad nach Guantanamo Bay. Es gab einen Toten und 43 Überlebende. Das Schiff gehörte zum Konvoi TWA-15.
- Am 24. August 1942 wurde im Mittelatlantik der niederländische Dampfer Moena (Lage) mit 9.286 BRT durch einen Torpedo versenkt. Er hatte Kolonialwaren geladen und befand sich auf dem Weg von Bombay über Trinidad, Hampton Roads und St. John’s nach Großbritannien. Es gab vier Tote und 83 Überlebende.
- Am 26. August 1942 wurde im Mittelatlantik der norwegische Tanker Thelma (Lage) mit 8.297 BRT durch einen Torpedo versenkt. Er fuhr in Ballast und war auf dem Weg von Mahé über die Tafelbucht nach Trinidad. Es gab zwei Tote und 31 Überlebende.
- Am 30. August 1942 wurde im Mittelatlantik der US-amerikanische Dampfer Star of Oregon (Lage) mit 7.176 BRT durch Torpedo und Artillerie versenkt. Er hatte 9.000 t Stückgut, 20 t Militärgüter sowie 4.000 t Manganerz geladen und befand sich auf dem Weg von Durban nach Trinidad. Es gab einen Toten und 44 Überlebende.

Am 3. September 1942 wurde U 162 in der Karibik südlich von Barbados durch britische Seestreitkräfte versenkt. Bis zu diesem Tag wurden vier Schiffe mit 30.481 BRT versenkt.

## Verbleib
U 162 wurde in der Nacht am 3. September 1942 in der Karibik vor Trinidad, auf der Position 12° 21′ 0″ N, 59° 29′ 0″ W im Marine-Planquadrat EE 7277, nach mehrstündiger Wasserbombenverfolgung durch die britischen Zerstörer Pathfinder, Vimy und Quentin beschädigt, zum Auftauchen gezwungen und von der Besatzung aufgegeben. Nach einem Rammstoß der Vimy versank U 162. Es gab zwei Tote und 49 Überlebende. 32 Überlebende nahm die Vimy, 13 die Pathfinder und 4 die Quentin als Kriegsgefangene auf. Die drei Zerstörer brachten die Gefangenen, unter ihnen Kommandant Jürgen Wattenberg, in den Hafen von Port of Spain auf Trinidad. Es erfolgten Verhöre durch die Royal Navy und der US-Navy.